# Eleições estaduais no Pará em 2006
As eleições estaduais no Pará em 2006 aconteceram nas eleições federais, no Brasil, em 1º de outubro. Na ocasião foi eleito um governador por estado, um senador por estado, deputados federais e estaduais e o Presidente da República. Os candidatos oficializados, ao Governo de Estado foram: Almir Gabriel (PSDB), José Priante (PMDB), Edmilson Rodrigues (PSOL), Atnágoras Lopes (PSTU), Odilena Raiol (PSDC) e Ana Júlia Carepa (PT), que se elegeu no segundo turno, com o apoio do Presidente Lula desde o início da campanha, que tinha uma grande aceitação por parte do povo brasileiro, e de membros do PMDB, entre eles, Jader Barbalho, Elcione Barbalho e José Priante.
Ao Senado Federal Brasileiro, os candidatos foram: Mário Cardoso (PT), Neide Solimões (PSOL), Luiz Otávio Campos (PMDB) e Mário Couto (PSDB), este vitorioso com mais 50% dos votos.

## Regras

### Governador e Vice-governador
No geral, as regras para as eleições presidenciais também se aplicam às estaduais. Isto é, as eleições têm dois turnos, se nenhum dos candidatos alcança maioria absoluta dos votos válidos, um segundo turno entre os dois mais votados acontece. Todos os candidatos com cargos executivos deveriam renunciar até 3 de abril, para poderem disputar.

### Senador
Conforme rodízio previsto para as eleições para o Senado, em 2006 uma vaga para cada estado será disputada para o mandato de 8 anos. Apenas o candidato mais votado é eleito. Nas eleições legislativas não há segundo turno.

## Candidatos para o Governo de Estado e ao Senado
No Pará foram foram seis candidatos à governador, dos quais se elegeu Ana Júlia Carepa. Para senador foram quatro candidatos dos quais se elegeu Mário Couto.

### Coligação Frente Popular Muda Pará
A chapa do PT é composta por 05 partidos: (PT / PSB / PCdoB / PRB / PTN).
As candidaturas confirmadas para a chapa são:
| Cargo             | Partido | Número | Nome             |
| ----------------- | ------- | ------ | ---------------- |
| Governador        | PT      | 13     | Ana Júlia Carepa |
| Vice-Governador   | PSB     | -      | Odair Corrêa     |
| Senador           | PT      | 131    | Mário Cardoso    |
| Primeiro suplente | PTN     | -      | Fábio Simão      |
| Segundo suplente  | PCdoB   | -      | Roberto Martins  |

### Coligação União pelo Pará
A chapa de Almir Gabriel é composta por 14 partidos: (PSDB / PFL / PP / PTB / PSC / PMN / PL / PAN / PRTB / PHS / PTC / PV / PRONA / PTdoB).
As candidaturas confirmadas para a chapa são:
| Cargo             | Partido | Número | Nome                 |
| ----------------- | ------- | ------ | -------------------- |
| Governador        | PSDB    | 45     | Almir Gabriel        |
| Vice-Governador   | PFL     | -      | Valéria Pires Franco |
| Senador           | PSDB    | 456    | Mário Couto          |
| Primeiro suplente | PSDB    | -      | Demetrius Ribeiro    |
| Segundo suplente  | PSDB    | -      | Sidney Rosa          |

### Chapa do PMDB
| Cargo             | Partido | Número | Nome             |
| ----------------- | ------- | ------ | ---------------- |
| Governador        | PMDB    | 15     | José Priante     |
| Vice-Governador   | PMDB    | -      | Hildegardo Nunes |
| Senador           | PMDB    | 151    | Luiz Otávio      |
| Primeiro suplente | PMDB    | -      | Fernando Ribeiro |
| Segundo suplente  | PMDB    | -      | Hamilton Bentes  |

### Coligação Frente de Esquerda
A chapa de Edmilson Rodrigues é composta por 2 partidos: (PSOL / PCB).
| Cargo             | Partido | Número | Nome               |
| ----------------- | ------- | ------ | ------------------ |
| Governador        | PSOL    | 50     | Edmilson Rodrigues |
| Vice-Governador   | PSOL    | -      | Olgaises Maués     |
| Senador           | PSOL    | 501    | Neide Solimões     |
| Primeiro suplente | PCB     | -      | José Reis          |
| Segundo suplente  | PSOL    | -      | Jorge Breogan      |

### Chapa do PSTU
| Cargo           | Partido | Número | Nome               |
| --------------- | ------- | ------ | ------------------ |
| Governador      | PSTU    | 16     | Atnágoras Lopes    |
| Vice-Governador | PSTU    | -      | Benedita do Amaral |

### Chapa do PSDC
| Cargo           | Partido | Número | Nome              |
| --------------- | ------- | ------ | ----------------- |
| Governador      | PSDC    | 27     | Odilena Raiol     |
| Vice-Governador | PSDC    | -      | Fernando Eutrópio |

## Pesquisas

### Governador - 1º Turno
| Data           | Instituto | Almir Gabriel (PSDB) | Ana Júlia Carepa (PT) | José Priante (PMDB) | Edmilson Rodrigues (PSOL) | Odilena Raiol (PSDC) | Atnágoras Lopes (PSTU) | Brancos/Nulos/Indecisos |
| -------------- | --------- | -------------------- | --------------------- | ------------------- | ------------------------- | -------------------- | ---------------------- | ----------------------- |
| 10/08/2006 [a] | Ibope     | 46%                  | 26%                   | 6%                  | 8%                        | 2%                   | 0%                     | 12%                     |
| 14/09/2006 [b] | Ibope     | 49%                  | 27%                   | 9%                  | 7%                        | 1%                   | 0%                     | 7%                      |
| 29/09/2006 [c] | Ibope     | 41%                  | 30%                   | 14%                 | 5%                        | 1%                   | 2%                     | 7%                      |

### Senador
| Data           | Instituto | Mário Couto Filho (PSDB) | Luiz Otávio (PMDB) | Mário Cardoso (PT) | Julia Braun (PDT) | Neide Solimôes (PSOL) | Simone Contente (PSTU) | Brancos/Nulos/Indecisos |
| -------------- | --------- | ------------------------ | ------------------ | ------------------ | ----------------- | --------------------- | ---------------------- | ----------------------- |
| 14/09/2006 [b] | Ibope     | 47%                      | 19%                | 13%                | 2%                | 2%                    | 2%                     | 15%                     |
| 29/09/2006 [c] | Ibope     | 44%                      | 17%                | 18%                | 2%                | 1%                    | 1%                     | 17%                     |

### Governador - 2º Turno
| Data           | Instituto           | Ana Júlia Carepa (PT) | Almir Gabriel (PSDB) | Brancos/Nulos/Indecisos |
| -------------- | ------------------- | --------------------- | -------------------- | ----------------------- |
| 12/10/2006 [a] | Ibope               | 53%                   | 43%                  | 4%                      |
| 12/10/2006 [b] | Ibope-Votos Válidos | 56%                   | 44%                  | -                       |
| 27/10/2006 [c] | Ibope               | 48%                   | 46%                  | 6%                      |
| 27/10/2006 [c] | Ibope-Votos Válidos | 51%                   | 49%                  | -                       |

## Resultados

### Presidente - 1° Turno
| Luiz Inácio Lula da Silva (PT) | José Alencar (PRB)              | "A Força do Povo" (PT/PRB/PCdoB)    | 1.631.569 (51,78%)     | 1º |
| Geraldo Alckmin(PSDB)          | José Jorge (PFL)                | "Por Um Brasil Decente"(PSDB/PFL)   | 1.310.437 (41,59%)     | 2º |
| Heloísa Helena (PSOL)          | César Benjamin (PSOL)           | "Frente de Esquerda"(PSOL/PSTU/PCB) | 149.278 (4,74%)        | 3º |
| Cristóvam Buarque(PDT)         | Jefferson Peres (PDT)           | Nenhuma                             | 53.059 (1,68%)         | 4º |
| Ana Maria Rangel(PRP)          | Delma Gama (PRP)                | Nenhuma                             | 3.626 (0,12%)          | 5º |
| Luciano Bivar (PSL)            | Américo de Souza (PSL)          | Nenhuma                             | 1.445 (0,05%)          | 6º |
| José Maria Eymael(PSDC)        | José Paulo da Silva Neto (PSDC) | Nenhuma                             | 1.262 (0,04%)          | 7º |
| Rui Costa Pimenta(PCO)         | Pepe (PCO)                      | Nenhuma                             | Candidatura Indeferida | –  |

| Partido | Partido | Candidato         | Votos     | Votos (%) |
| ------- | ------- | ----------------- | --------- | --------- |
|         | PT      | Lula              | 1 631,569 | 51,78%    |
|         | PSDB    | Geraldo Alckmin   | 1 310,437 | 41,59%    |
|         | PSOL    | Heloísa Helena    | 149,278   | 4,74%     |
|         | PDT     | Cristovam Buarque | 53,059    | 1,68%     |
|         | PRP     | Ana Maria Rangel  | 3,626     | 0,12%     |
|         | PSL     | Luciano Bivar     | 1,445     | 0,05%     |
|         | PSDC    | Eymael            | 1,262     | 0,04%     |
|         | PCO     | Rui Costa Pimenta | 0         | 0%        |
| Totais  | Totais  | Totais            | 3 150,676 |           |

### Governador - 1º Turno
Resultado do 1º turno da eleição para governador. 
| 1º Turno 1º de outubro de 2006 | 1º Turno 1º de outubro de 2006 | 1º Turno 1º de outubro de 2006 | 1º Turno 1º de outubro de 2006 |
| Candidato(a)                   | Vice                           | Votação                        | Votação                        |
| Candidato(a)                   | Vice                           | Porcentagem                    | Total                          |
| ------------------------------ | ------------------------------ | ------------------------------ | ------------------------------ |
| Almir Gabriel (PSDB)           | Valéria Pires Franco (PFL)     | 43,83%                         | 1.370.272                      |
| Ana Júlia Carepa (PT)          | Odair Corrêa (PSB)             | 37,52%                         | 1.173.079                      |
| José Priante (PMDB)            | Hildegardo Nunes (PMDB)        | 14,02%                         | 438.071                        |
| Edmilson Rodrigues (PSOL)      | Olgaises Maués (PSOL)          | 4,19%                          | 131.088                        |
| Atnágoras Lopes (PSTU)         | Benedita do Amaral (PSTU)      | 0,35%                          | 10.905                         |
| Odilena Raiol (PSDC)           | Fernando Eutrópio (PSDC)       | 0,1%                           | 3.088                          |
| Total de votos válidos         | Total de votos válidos         | 93,79%                         | 3.126.503                      |
| Votos em branco                | Votos em branco                | 2,33%                          | 78.015                         |
| Votos nulos                    | Votos nulos                    | 3,87%                          | 129.159                        |
| Votos apurados                 | Votos apurados                 | 100,00%                        | 4.157.735                      |
| Abstenções                     | Abstenções                     | 19,82%                         | 824.058                        |
| Total de eleitores             | Total de eleitores             | 100,00%                        | 4.157.735                      |

| Partido | Partido | Candidato          | Votos     | Votos (%) |
| ------- | ------- | ------------------ | --------- | --------- |
|         | PSDB    | Almir Gabriel      | 1 370 272 | 43,83%    |
|         | PT      | Ana Júlia          | 1 173 079 | 37,52%    |
|         | PMDB    | José Priante       | 438 071   | 14,01%    |
|         | PSOL    | Edmilson Rodrigues | 131 088   | 4,19%     |
|         | PSTU    | Atnágoras Lopes    | 10 905    | 0,35%     |
|         | PSDC    | Odilena Raiol      | 3 088     | 0,1%      |
| Totais  | Totais  | Totais             | 3 126 503 |           |

### Senador
Resultado da eleição para senador.
| 1º Turno 1º de outubro de 2006 | 1º Turno 1º de outubro de 2006                 | 1º Turno 1º de outubro de 2006 | 1º Turno 1º de outubro de 2006 |
| Candidato(a)                   | Suplentes                                      | Votação                        | Votação                        |
| Candidato(a)                   | Suplentes                                      | Porcentagem                    | Total                          |
| ------------------------------ | ---------------------------------------------- | ------------------------------ | ------------------------------ |
| Mário Couto (PSDB)             | Demetrius Ribeiro (PSDB) Sidney Rosa (PSDB)    | 51,87%                         | 1.456.587                      |
| Mário Cardoso (PT)             | Fábio Simão (PTN) Roberto Martins (PCdoB)      | 31,36%                         | 880.687                        |
| Luiz Otávio (PMDB)             | Fernando Ribeiro (PMDB) Hanilton Bentes (PMDB) | 16,00%                         | 449.447                        |
| Neide Solimões (PSOL)          | José Reis (PCB) Jorge Breogan (PSOL)           | 0,77%                          | 21.698                         |
| Total de votos válidos         | Total de votos válidos                         | 84,24%                         | 2.808.419                      |
| Votos em branco                | Votos em branco                                | 5,71%                          | 190.396                        |
| Votos nulos                    | Votos nulos                                    | 10,04%                         | 334.862                        |
| Votos apurados                 | Votos apurados                                 | 100,00%                        | 4.157.735                      |
| Abstenções                     | Abstenções                                     | 19,82%                         | 824.058                        |
| Total de eleitores             | Total de eleitores                             | 100,00%                        | 4.157.735                      |

| Partido | Partido | Candidato      | Votos     | Votos (%) |
| ------- | ------- | -------------- | --------- | --------- |
|         | PSDB    | Mário Couto    | 1 456 587 | 51,87%    |
|         | PT      | Mário Cardoso  | 880 687   | 31,36%    |
|         | PMDB    | Luiz Otávio    | 449 447   | 16%       |
|         | PSOL    | Neide Solimões | 21 698    | 0,77%     |
| Totais  | Totais  | Totais         | 2 808 419 |           |

### Presidente - 2° Turno
| Luiz Inácio Lula da Silva (PT) | José Alencar (PRB) | "A Força do Povo"(PT/PRB/PCdoB)   | 1.840.154 (60,12%) | 1º |
| Geraldo Alckmin(PSDB)          | José Jorge (PFL)   | "Por Um Brasil Decente"(PSDB/PFL) | 1.220.564 (39,88%) | 2  |

| Partido | Partido | Candidato | Votos     | Votos (%) |
| ------- | ------- | --------- | --------- | --------- |
|         | PT      | Lula      | 1 840,154 | 60,12%    |
|         | PSDB    | Alckmin   | 1 220,564 | 39,88%    |
| Totais  | Totais  | Totais    | 3 060,718 |           |

### Governador - 2º Turno
Resultado do 2º turno da eleição para governador (apenas votos válidos).
| 2º Turno 29 de outubro de 2006 | 2º Turno 29 de outubro de 2006 | 2º Turno 29 de outubro de 2006 | 2º Turno 29 de outubro de 2006 |
| Candidato(a)                   | Vice                           | Votação                        | Votação                        |
| Candidato(a)                   | Vice                           | Porcentagem                    | Total                          |
| ------------------------------ | ------------------------------ | ------------------------------ | ------------------------------ |
| Ana Júlia Carepa (PT)          | Odair Corrêa (PSB)             | 54,93%                         | 1.673.648                      |
| Almir Gabriel (PSDB)           | Valéria Pires Franco (PFL)     | 45,07%                         | 1.373.474                      |
| Total de votos válidos         | Total de votos válidos         | 96,61%                         | 3.047.122                      |
| Votos em branco                | Votos em branco                | 0,86%                          | 27.083                         |
| Votos nulos                    | Votos nulos                    | 2,53%                          | 79.851                         |
| Votos apurados                 | Votos apurados                 | 100,00%                        | 4.157.735                      |
| Abstenções                     | Abstenções                     | 24,14%                         | 1.003.679                      |
| Total de eleitores             | Total de eleitores             | 100,00%                        | 4.157.735                      |

| Partido | Partido | Candidato     | Votos     | Votos (%) |
| ------- | ------- | ------------- | --------- | --------- |
|         | PT      | Ana Júlia     | 1 673 648 | 54,93%    |
|         | PSDB    | Almir Gabriel | 1 373 474 | 45,07%    |
| Totais  | Totais  | Totais        | 3 047 122 |           |

## Deputados federais eleitos
Foram eleitos dezessete (17) deputados federais pelo Pará.

Representação eleita
  PMDB: 6
  PSDB: 3
  PT: 3
  PFL: 2
  PP: 1
  PSC: 1
  PDT: 1

Fonteː
| Candidato (a)               | Nº   | Coligação                                             | Votos   | %     |
| --------------------------- | ---- | ----------------------------------------------------- | ------- | ----- |
| Jader Barbalho (PMDB)       | 1555 | PMDB                                                  | 311.526 | 9,99% |
| Wladimir Costa (PMDB)       | 1522 | PMDB                                                  | 216.972 | 6,96% |
| Vic Pires Franco (PFL)      | 2555 | Coligação Liberal PFL / PL / PSC / PMN                | 149.626 | 4,80% |
| Zenaldo Coutinho (PSDB)     | 4567 | PSDB/PP PSDB / PP                                     | 141.368 | 4,53% |
| Nilson Pinto (PSDB)         | 4590 | PSDB/PP PSDB / PP                                     | 132.520 | 4,25% |
| Paulo Rocha (PT)            | 1311 | Frente Popular Muda Pará PT / PSB / PCdoB / PRB / PTN | 117.275 | 3,76% |
| Elcione Barbalho (PMDB)     | 1515 | PMDB                                                  | 114.465 | 3,67% |
| Gerson Peres (PP)           | 1115 | PSDB/PP PSDB / PP                                     | 103.555 | 3,32% |
| Lira Maia (PFL)             | 2522 | Coligação Liberal PFL / PL / PSC / PMN                | 102.750 | 3,29% |
| José Geraldo Torres (PT)    | 1321 | Frente Popular Muda Pará PT / PSB / PCdoB / PRB / PTN | 102.179 | 3,28% |
| Wandenkolk Gonçalves (PSDB) | 4545 | PSDB/PP PSDB / PP                                     | 94.879  | 3,04% |
| Zequinha Marinho (PSC)      | 2020 | Coligação Liberal PFL / PL / PSC / PMN                | 91.577  | 2,94% |
| Beto Faro (PT)              | 1313 | Frente Popular Muda Pará PT / PSB / PCdoB / PRB / PTN | 72.148  | 2,31% |
| Lúcio Vale (PMDB)           | 1560 | PMDB                                                  | 57.768  | 1,85% |
| Giovanni Queiroz (PDT)      | 1212 | Democrática Popular PDT / PPS                         | 52.860  | 1,70% |
| Bel Mesquita (PMDB)         | 1501 | PMDB                                                  | 44.037  | 1,41% |
| Asdrúbal Bentes (PMDB)      | 1512 | PMDB                                                  | 42.738  | 1,37% |

Obs.: A tabela acima mostra somente os deputados federais eleitos.

## Deputados estaduais eleitos
Foram eleitos quarenta e um (41) deputados federais pelo estado. 

Representação eleita
  PSDB: 10
  PT: 6
  PMDB: 5
  PFL: 4
  PTB: 4
  PDT: 2
  PL: 2
  PV: 2
  PPS: 2
  PSC: 1
  PRB: 1
  PP: 1
  PSB: 1

Fonteː
| Candidato (a)                | Nº    | Coligação                                                          | Votos  | %     |
| ---------------------------- | ----- | ------------------------------------------------------------------ | ------ | ----- |
| Manoel Carlos Antunes (PSDB) | 45451 | PSDB                                                               | 63.311 | 2,03% |
| Luiz Afonso Sefer (PFL)      | 25555 | PFL                                                                | 61.700 | 1,98% |
| Márcio Miranda (PFL)         | 25123 | PFL                                                                | 60.390 | 1,94% |
| Cezar Colares (PSDB)         | 45150 | PSDB                                                               | 51.939 | 1,67% |
| André Dias (PSDB)            | 45678 | PSDB                                                               | 49.523 | 1,59% |
| José Megale (PSDB)           | 45045 | PSDB                                                               | 49.265 | 1,58% |
| Ana Cunha (PSDB)             | 45130 | PSDB                                                               | 47.468 | 1,52% |
| Suleima Pegado (PSDB)        | 45800 | PSDB                                                               | 38.531 | 1,24% |
| Francisco Melo Filho (PMDB)  | 15555 | PMDB                                                               | 37.592 | 1,21% |
| Joaquim Passarinho (PTB)     | 14123 | PTB                                                                | 36.713 | 1,18% |
| Haroldo Martins (PFL)        | 25456 | PFL                                                                | 36.635 | 1,18% |
| Bernadete Ten Caten (PT)     | 13133 | PT - PCdoB - PRB PT / PCdoB / PRB                                  | 36.202 | 1,16% |
| Alessandro Novelino (PSC)    | 20000 | Unidos pelo povo do Pará PSC / PMN                                 | 35.981 | 1,16% |
| Roberto Santos (PRB)         | 10123 | PT - PCdoB - PRB PT / PCdoB / PRB                                  | 35.163 | 1,13% |
| Miriquinho Batista (PT)      | 13280 | PT - PCdoB - PRB PT / PCdoB / PRB                                  | 35.006 | 1,12% |
| Eduardo Costa (PTB)          | 14444 | PTB                                                                | 34.055 | 1,09% |
| Robgol (PTB)                 | 14999 | PTB                                                                | 33.400 | 1,07% |
| Júnior Ferrari (PTB)         | 14500 | PTB                                                                | 32.934 | 1,06% |
| Tetê Santos (PSDB)           | 45145 | PSDB                                                               | 32.809 | 1,05% |
| José Neto (PP)               | 11110 | PP                                                                 | 31.650 | 1,02% |
| Valdir Ganzer (PT)           | 13103 | PT - PCdoB - PRB PT / PCdoB / PRB                                  | 30.253 | 0,97% |
| Carlos Martins (PT)          | 13131 | PT - PCdoB - PRB PT / PCdoB / PRB                                  | 30.135 | 0,97% |
| Domingos Juvenil (PMDB)      | 15177 | PMDB                                                               | 30.017 | 0,96% |
| Bosco Gabriel (PSDB)         | 45612 | PSDB                                                               | 29.525 | 0,95% |
| Antônio Rocha (PMDB)         | 15195 | PMDB                                                               | 29.025 | 0,93% |
| Italo Mácola (PSDB)          | 45123 | PSDB                                                               | 28.633 | 0,92% |
| Regina Barata (PT)           | 13611 | PT - PCdoB - PRB PT / PCdoB / PRB                                  | 27.987 | 0,90% |
| Luiz Eduardo Anaice (PMDB)   | 15108 | PMDB                                                               | 27.658 | 0,89% |
| Martinho Carmona (PDT)       | 12456 | PDT                                                                | 27.331 | 0,88% |
| Luís Cunha Teixeira (PDT)    | 12345 | PDT                                                                | 27.102 | 0,87% |
| Josefina Aleluia (PFL)       | 25800 | PFL                                                                | 26.691 | 0,86% |
| Carlos Bordalo (PT)          | 13130 | PT - PCdoB - PRB PT / PCdoB / PRB                                  | 26.608 | 0,85% |
| Alexandre Von (PSDB)         | 45222 | PSDB                                                               | 26.096 | 0,84% |
| Adamor Aires (PL)            | 22111 | PL                                                                 | 23.421 | 0,75% |
| Gabriel Guerreiro (PV)       | 43456 | Unidos pelo Pará PV / PHS / PTdoB / PRTB / PRONA / PTC / PRP / PAN | 22.113 | 0,71% |
| Arnaldo Jordy (PPS)          | 23623 | PPS                                                                | 21.492 | 0,69% |
| Simone Morgado (PMDB)        | 15888 | PMDB                                                               | 21.260 | 0,68% |
| Junior Hage (PL)             | 22345 | PL                                                                 | 20.624 | 0,66% |
| João Salame Neto (PPS)       | 23150 | PPS                                                                | 15.300 | 0,49% |
| Deley Santos (PV)            | 43120 | Unidos pelo Pará PV / PHS / PTdoB / PRTB / PRONA / PTC / PRP / PAN | 14.962 | 0,48% |
| Cássio Andrade (PSB)         | 40111 | Muda Pará PSB / PTN                                                | 10.893 | 0,35% |

Obs.: A tabela acima mostra somente os deputados federais eleitos.